# Viktor Vasiljevič Grišin
Viktor Vasiljevič Grišin (rusky ,Виктор Васильевич Гришин; 5. záříjul. / 18. zářígreg. 1914 Serpuchov – 25. května 1992 Moskva) byl sovětský stranický a státní činitel.

## Život
Jeho otec pracoval jako železniční dělník. Grišin sám, než se stal komunistickým funkcionářem, byl na železnici inženýrem. V roce 1952 byl jmenován členem ústředního výboru KSSS, v roce 1961 se stal kandidátem politbyra KSSS a roku 1971 jeho plnoprávným členem. V letech 1967–1985 vedl moskevskou organizaci komunistické strany. Jako spojenec Leonida Brežněva stál v opozici vůči reformněji naladěným politikům typu Gorbačova a Andropova. Některými západními odborníky byl dokonce považován za Brežněvova možného nástupce. Nakonec ale boj o moc prohrál a po nástupu Gorbačova do čela KSSS ho v čele moskevské stranické organizace nahradil Boris Jelcin.